# المپیک زمستانی ۲۰۳۴
بازی‌های المپیک زمستانی ۲۰۳۴ ، که رسماً به عنوان بازی‌های المپیک زمستانی XXVII شناخته می‌شود و با نام سالت لیک سیتی – یوتا ۲۰۳۴ شناخته می‌شود ،  یک رویداد بین‌المللی چند ورزشی است که قرار است در منطقه شهری سالت لیک سیتی یوتا در ایالات متحده آمریکا از ۱۰ تا ۲۶ فوریه ۲۰۳۴ برگزار شود  .  مناقصه سالت لیک سیتی-یوتا در نشست ۱۴۲ کمیته بین المللی المپیک (IOC) در پاریس در ۲۴ ژوئیه ۲۰۲۴ ، دو روز قبل از شروع بازی‌های المپیک تابستانی ۲۰۲۴ انتخاب شد.
این پنجمین المپیک زمستانی و در دهمین المپیک است که به میزبانی ایالات متحده برگزار خواهد شد . سالت لیک سیتی قبلا میزبان بازی‌های المپیک زمستانی ۲۰۰۲ بود .

## انتخاب میزبان
سالت لیک سیتی به عنوان میزبان بازی‌های المپیک زمستانی ۲۰۳۴ در یکصد و چهل و دومین نشست IOC در ۲۴  ژوئیه ۲۰۲۴ در پاریس ، فرانسه تایید شد .توجه به فرمت جدید انتخاب شهرهای میزبان بازی‌های المپیک آینده ، رای‌گیری به شکل همه پرسی از ۹۵ نماینده انجام شد. مانند بازی‌های المپیک تابستانی ۲۰۲۴ و ۲۰۲۸ ، المپیک زمستانی ۲۰۳۰ و ۲۰۳۴ به طور همزمان اهدا شد. اولی به فرانسه و دومی به ایالات متحده آمریکا رسید .
| شهر           | کشور                | بله | خیر | ممتنع |
| ------------- | ------------------- | --- | --- | ----- |
| سالت لیک سیتی | ایالات متحده آمریکا | ۸۳  | ۶   | ۶     |

## مکان‌های برگزاری
همه مکان‌های برگزاری مسابقات وجود دارند و قبلاً برای برگزاری بازی‌های المپیک زمستانی ۲۰۰۲ استفاده شده‌اند.

### دسته دریاچه نمک
| محل                                            | مناسبت‌ها              | ظرفیت  | وضعیت              |
| ---------------------------------------------- | --------------------- | ------ | ------------------ |
| ورزشگاه رایس–اکلیز                             | افتتاحیه و اختتامیه   | ۵۳،۶۴۴ | موجود              |
| ویونیت اسمارت هوم آرنا ( به عنوان دریاچه نمک ) | اسکیت بازی            | ۱۶،۰۷۰ | موجود              |
| ویونیت اسمارت هوم آرنا ( به عنوان دریاچه نمک ) | مسیر کوتاه اسکیت سرعت | ۱۶،۰۷۰ | موجود              |
| مرکز ماویک                                     | هاکی رو یخ            | ۱۰،۱۰۰ | موجود              |
| مرکز المپیک یوتا                               | اسکیت سرعتی           | ۷،۵۰۰  | موجود، بازسازی شده |
| میدان مدال المپیک                              | اسنوبورد              | ۲۵،۰۰۰ | موقت               |
| میدان مدال المپیک                              | اسکی آزاد             | ۲۵،۰۰۰ | موقت               |

### دسته اوگدن
| محل               | مناسبت‌ها    | ظرفیت  | وضعیت |
| ----------------- | ----------- | ------ | ----- |
| صفحه یخی در اوگدن | حلقه زدن    | ۶،۵۰۰۰ | موجود |
| حوض برفی          | اسکی آلپاین | ۱۹،۰۰۰ | موجود |

### دسته کوهستان
| محل                     | مناسبت‌ها    | ظرفیت  | وضعیت              |
| ----------------------- | ----------- | ------ | ------------------ |
| محل اسکی هالو           | بیاتلون     | ۱۵،۰۰۰ | موجود، بازسازی شده |
| محل اسکی هالو           | اسکی کراس   | ۱۵،۰۰۰ | موجود، بازسازی شده |
| محل اسکی هالو           | نوردیک      | ۱۵،۰۰۰ | موجود، بازسازی شده |
| پیست پارک المپیک یوتا   | سورتمه      | ۱۲،۰۰۰ | موجود، بازسازی شده |
| پدش‌های پارک المپیک یوتل | پرش با اسکی | ۱۵،۰۰۰ | موجود، بازسازی شده |
| پدش‌های پارک المپیک یوتل | نوردیک      | ۱۵،۰۰۰ | موجود، بازسازی شده |
| پارک المپیک یوتا        | اسنوبورد    | ۸،۰۰۰  | موجود              |
| پارک المپیک یوتا        | اسکی آزاد   | ۸،۰۰۰  | موجود              |
| دره آهو                 | اسکی آزاد   | ۱۲،۰۰۰ | موجود              |
| پارک سیتی               | اسنوبورد    | ۱۵،۰۰۰ | موجود              |
| پارک سیتی               | اسکی آزاد   | ۱۵،۰۰۰ | موجود              |

### دیگر مکان‌های برگزاری
| محل            | مناسبت‌ها    | ظرفیت  | وضعیت               |
| -------------- | ----------- | ------ | ------------------- |
| پیکس آیکس آرنا | هاکی روی یخ | ۱۰،۰۰۰ | موجود ، بازسازی شده |